# MHM-93 Kiszyniów
MHM-93 Kiszyniów (rum. Fotbal Club MHM-93 Chișinău) – mołdawski klub piłkarski z siedzibą w Kiszyniowie, stolicy Mołdawii.

## Historia
Drużyna piłkarska MHM-93 Kiszyniów została założona w mieście Kiszyniów w 1993. W sezonie 1993/1994 debiutował w Divizia A, w której zajął 1. miejsce i zdobył awans do pierwszej ligi. W 1994 debiutował w Divizia Națională, w której występował do 1997. W sezonie 1996/1997 zajął spadkowe 13. miejsce, ale przed startem nowego sezonu klub wycofał się z rozgrywek i został rozwiązany.

## Sukcesy
- 6 miejsce w Divizia Națională: 1994/95
- mistrz Divizia A: 1993/1994
- półfinalista Pucharu Mołdawii: 1994/95